# Лонна (река)
Лонна — река в России, протекает по Струго-Красненскому и Псковскому районам Псковской области. Длина реки — 16 км.
Начинается к югу от озера Долгое, между ним и деревней Заборье. Течёт в общем южном направлении, сначала через деревню Гористо, затем по заболоченному лесу. Далее протекает между деревнями Павловои Алексеевка и направляется на юго-запад. Устье реки находится на 7-м км правого берега реки Редали.

## Данные водного реестра
По данным государственного водного реестра России относится к Балтийскому бассейновому округу, водохозяйственный участок реки — Великая. Относится к речному бассейну реки Нарва (российская часть бассейна).